# Hyles bucharana
Hyles bucharana är en fjärilsart som beskrevs av Leo Andrejewitsch Sheljuzhko 1933. Hyles bucharana ingår i släktet Hyles och familjen svärmare. Inga underarter finns listade i Catalogue of Life.